# Jasmin Bogdanović
Jasmin Bogdanović (Doboj, 10 maggio 1990) è un ex calciatore bosniaco, di ruolo difensore.

## Carriera
Bogdanović ha giocato nelle giovanili dello NK Zagabria, in Croazia. È poi passato al Maksimir Zagabria, per trasferirsi successivamente al Rudeš Zagabria. Si è poi accordato con il Novalja, prima di passare al Croatia Sesvete.
In seguito ha firmato con lo Sloga Doboj, venendo successivamente ingaggiato allo Zvijezda Gradačac. Ha esordito in Premijer Liga il 12 agosto 2012, schierato titolare nella sconfitta per 1-0 in casa del GOŠK Gabela. Il 6 ottobre successivo ha trovato la prima rete, nella vittoria interna per 5-1 sul Gradina Srebrenik.
È passato poi allo Željezničar, per cui ha debuttato il 1º marzo 2014: è stato schierato titolare nel pareggio per 0-0 sul campo del Radnik Bijeljina. Il 29 marzo ha segnato la prima rete, nel successo per 0-3 in casa del Leotar.
Il 3 luglio 2014 ha avuto l'opportunità di esordire nelle competizioni europee per club: è stato impiegato dal primo minuto nel pareggio per 0-0 contro il Lovćen, sfida valida per il primo turno di qualificazione all'Europa League 2014-2015.
Il 31 agosto 2016 è passato ufficialmente allo Zrinjski Mostar, a cui si è legato con un accordo biennale: ha scelto di vestire la maglia numero 13. Ha esordito in campionato il successivo 2 dicembre, nella vittoria esterna per 0-1 sul campo del Vitez.
Nella finestra di trasferimento invernale di quella stessa stagione, è passato all'Olimpik Sarajevo. Il 25 febbraio ha disputato la prima gara con questa casacca, venendo schierato titolare nella sconfitta per 2-0 contro il Radnik Bijeljina.
Il 18 luglio 2017, è stato reso noto che i norvegesi del Sandnes Ulf – militanti in 1. divisjon, secondo livello del campionato – avrebbero aggregato Bogdanović al resto della squadra, per valutarne il tesseramento. Il 27 luglio ha firmato ufficialmente un contratto con il club, legandosi fino al 31 dicembre 2018.
Il 12 marzo 2021, Bogdanović è stato ingaggiato dal Vard Haugesund.

## Statistiche

### Presenze e reti nei club
Statistiche aggiornate al 10 settembre 2023.
| Stagione                 | Club                     | Campionato               | Campionato | Campionato | Coppe nazionali | Coppe nazionali | Coppe nazionali | Coppe continentali | Coppe continentali | Coppe continentali | Supercoppe | Supercoppe | Supercoppe | Totale | Totale |
| Stagione                 | Club                     | Comp                     | Pres       | Reti       | Comp            | Pres            | Reti            | Comp               | Pres               | Reti               | Comp       | Pres       | Reti       | Pres   | Reti   |
| ------------------------ | ------------------------ | ------------------------ | ---------- | ---------- | --------------- | --------------- | --------------- | ------------------ | ------------------ | ------------------ | ---------- | ---------- | ---------- | ------ | ------ |
| gen.-giu. 2009           | Maksimir Zagabria        | 3.HNL                    | ?          | ?          | CC              | ?               | ?               | -                  | -                  | -                  | -          | -          | -          | ?      | ?      |
| 2009-2010                | Rudeš Zagabria           | 2.HNL                    | ?          | ?          | CC              | ?               | ?               | -                  | -                  | -                  | -          | -          | -          | ?      | ?      |
| 2010-2011                | Novalja                  | 3.HNL                    | ?          | ?          | CC              | ?               | ?               | -                  | -                  | -                  | -          | -          | -          | ?      | ?      |
| 2011-gen. 2012           | Croatia Sesvete          | 2.HNL                    | 9          | 0          | CC              | ?               | ?               | -                  | -                  | -                  | -          | -          | -          | 9+     | 0+     |
| gen.-giu. 2012           | Sloga Doboj              | 1L                       | ?          | ?          | CBE             | -               | -               | -                  | -                  | -                  | -          | -          | -          | ?      | ?      |
| 2012-2013                | Zvijezda Gradačac        | PL                       | 24         | 2          | CBE             | ?               | ?               | -                  | -                  | -                  | -          | -          | -          | 24+    | 2+     |
| 2013-gen. 2014           | Zvijezda Gradačac        | PL                       | 16         | 0          | CBE             | ?               | ?               | -                  | -                  | -                  | -          | -          | -          | 16+    | 0+     |
| Totale Zvijezda Gradačac | Totale Zvijezda Gradačac | Totale Zvijezda Gradačac | 40         | 2          |                 | ?               | ?               |                    | -                  | -                  |            | -          | -          | 40+    | 2+     |
| gen.-giu. 2014           | Željezničar              | PL                       | 9          | 1          | CBE             | 2               | 0               | -                  | -                  | -                  | -          | -          | -          | 11     | 1      |
| 2014-2015                | Željezničar              | PL                       | 21         | 4          | CBE             | 3               | 0               | UEL                | 4                  | 0                  | -          | -          | -          | 28     | 4      |
| 2015-2016                | Željezničar              | PL                       | 14         | 0          | CBE             | 2               | 0               | UEL                | 6                  | 0                  | -          | -          | -          | 22     | 0      |
| Totale Željezničar       | Totale Željezničar       | Totale Željezničar       | 44         | 5          |                 | 7               | 0               |                    | 10                 | 0                  |            | -          | -          | 61     | 5      |
| 2016-gen. 2017           | Zrinjski Mostar          | PL                       | 1          | 0          | CBE             | 2               | 0               | -                  | -                  | -                  | -          | -          | -          | 3      | 0      |
| gen.-giu. 2017           | Olimpik Sarajevo         | PL                       | 9          | 0          | CBE             | -               | -               | -                  | -                  | -                  | -          | -          | -          | 9      | 0      |
| lug.-ago. 2017           | Sandnes Ulf              | 1D                       | 7          | 0          | CN              | -               | -               | -                  | -                  | -                  | -          | -          | -          | 7      | 0      |
| 2018                     | Sandnes Ulf              | 1D                       | 20         | 2          | CN              | 2               | 0               | -                  | -                  | -                  | -          | -          | -          | 22     | 2      |
| 2019                     | Sandnes Ulf              | 1D                       | 20         | 0          | CN              | 2               | 0               | -                  | -                  | -                  | -          | -          | -          | 22     | 0      |
| 2020                     | Sandnes Ulf              | 1D                       | 11         | 0          | -               | -               | -               | -                  | -                  | -                  | -          | -          | -          | 11     | 0      |
| Totale Sandnes Ulf       | Totale Sandnes Ulf       | Totale Sandnes Ulf       | 58         | 2          |                 | 4               | 0               |                    | -                  | -                  |            | -          | -          | 62     | 2      |
| 2021                     | Vard Haugesund           | 2D                       | 21         | 0          | CN              | 1               | 0               | -                  | -                  | -                  | -          | -          | -          | 22     | 0      |
| 2022                     | Staal                    | 2D                       | 20         | 2          | CN              | 0               | 0               | -                  | -                  | -                  | -          | -          | -          | 20     | 2      |
| set.-dic. 2023           | Sola                     | 4D                       | 0          | 0          | CN              | -               | -               | -                  | -                  | -                  | -          | -          | -          | 0      | 0      |
| Totale                   | Totale                   | Totale                   | 202+       | 11+        |                 | 14+             | 0+              |                    | 10                 | 0                  |            | -          | -          | 226+   | 11+    |